# مانويل ألير
مانويل ألير (بالإسبانية: Manuel Aller)‏ مواليد 17 أبريل 1963 في بونفيرادا، إسبانيا، هو لاعب كرة سلة إسباني معتزل تحول إلى التدريب بعد الاعتزال بدأ مسيرته الاحترافية في سنة 1980. اعتزل اللعب في 2001. لعب مع منتخب إسبانيا لكرة السلة في بطولة أمم أوروبا لكرة السلة 1989.

## روابط خارجية
- مانويل ألير على موقع الاتحاد الدولي لكرة السلة (الإنجليزية)
- مانويل ألير على موقع الدوري الإسباني لكرة السلة (الإسبانية)
- مانويل ألير على موقع كرة السلة الأوروبية.كوم (الإنجليزية)
- مانويل ألير على موقع بروبوليرز (الإنجليزية)
- مانويل ألير على موقع سبورتس رفرنس (الإنجليزية)